# Farideh Diba
Pour les articles homonymes, voir Diba.
Farideh Ghotbi (en persan : فریده قطبی) ou Farideh Diba (فریده دیبا), de son vrai nom Tadji Ghotbi, née le 1er février 1920 à Lahijan en Iran et est morte le 29 novembre 2000 à Paris, est connue pour être la mère de Farah Diba,  chahbanou (impératrice) d'Iran par son mariage avec Mohammad Reza Pahlavi, dernier chah d'Iran.

## Biographie
Tadji Ghotbi, surnommée Tadj ol-Molouk, est née dans le Gilan, près de la mer Caspienne . Elle est une descendante de Qotb-ud-Din Mohammad Gilani (1601-1664), maître soufi très considéré dans la Perse séfévide, et la petite-fille d'un ambassadeur de l'État impérial de Perse aux Pays-Bas. En 1937, elle épouse Sohrab Diba (1899-1948), officier de l'armée impériale et fils d'un ambassadeur du Sublime État de Perse à la cour de Russie,. 
Tadji donne naissance à sa fille, Farah, le 14 octobre 1938. Dix ans plus tard, son époux, Sohrab, meurt en 1948 des suites d'un cancer de l'estomac,. Privée des revenus d'officier de son mari décédé, et en difficultés financières, la jeune veuve et sa fille sont alors accueillies par Mohammad-Ali Ghotbi, le frère de Tadji, qui est ingénieur civil et entrepreneur de travaux publics à Téhéran, chez qui elles s'installent. Tadji supervise ensuite l'éducation de sa fille en la scolarisant à l'école Jeanne-d'Arc de Téhéran, puis au lycée français Razi. Farah poursuit ensuite des études d'architecture à l'École spéciale d'architecture de Paris et c’est à l’ambassade d’Iran à Paris qu’elle rencontre le chah, lors d’une soirée réservée aux étudiants iraniens.
Lors du mariage de sa fille, un problème protocolaire se pose : Nimtadj Khanum, la mère du Chah, est également appelée Tadj-ol-Molouk (ce qui signifie « couronne des rois » en persan) dans la vie courante, comme Tadji. La cour trouve un nouveau prénom pour la mère de la reine, « Farideh », de manière à éviter de confondre les deux mères du couple impérial. Tadj-ol-Molouk Diba est désormais appelée en public « Farideh Diba » à partir du mariage de sa fille, le 29 azar 1338 (21 décembre 1959).

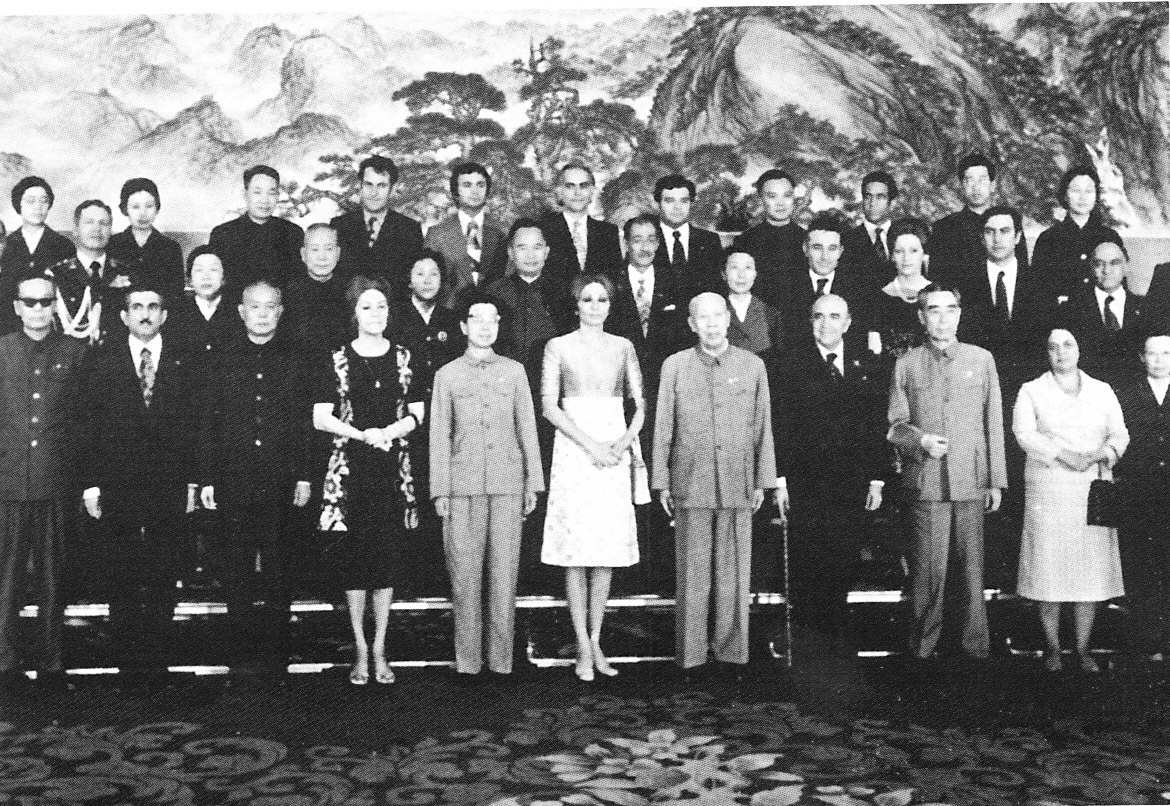
Farideh accompagnant sa fille et le Premier ministre d'Iran lors d'une visite d'État en Chine en 1972. Elle est la quatrième en partant de la gauche, au premier plan.

Farideh Diba devient dès lors une personnalité publique et un personnage important de la cour impériale iranienne, gravitant au sein du cercle des très proches de la chahbanou, sa fille. Elle est ainsi la grand-mère de quatre des cinq enfants du chah : Reza, né en 1960, Farahnaz, née en 1963, Ali Reza, né en 1966, et Leila, née en 1970.
À la suite du triomphe de la révolution islamique, elle quitte l'Iran et est l'un des derniers membres de la famille impériale à quitter le pays. Elle meurt à Paris le 29 novembre 2000, des suites de la maladie d'Alzheimer. Peu de temps après sa mort, sa petite-fille Leila est enterrée à ses côtés au cimetière de Passy (16e arrondissement de Paris).

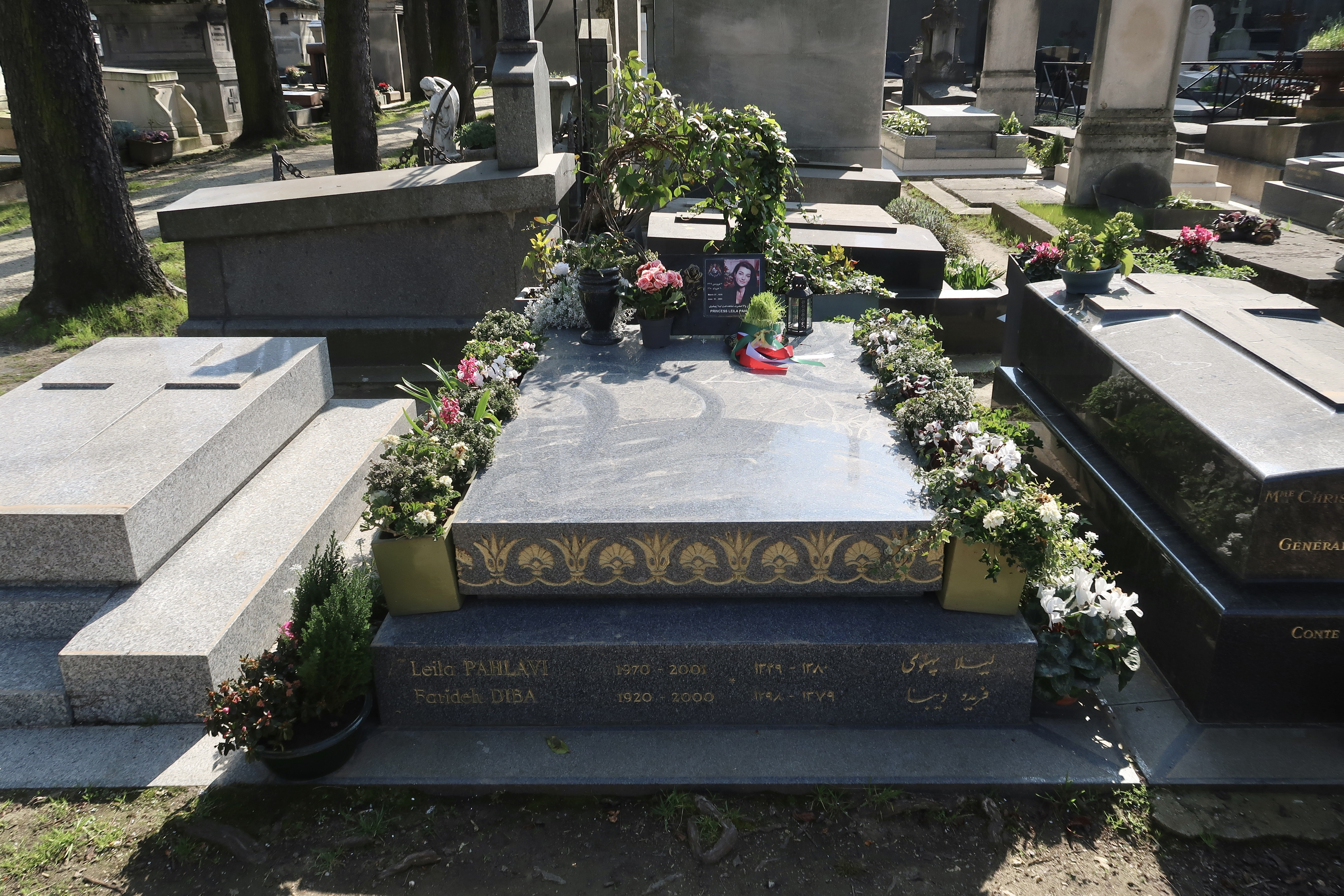
Tombe au cimetière de Passy.

## Mémoires suspectes
Après la révolution, un livre de mémoires, attribué à Farideh Diba et intitulé « Ma fille Farah » fut publié en Iran, mais le fait que ces mémoires aient été réellement écrites par Farideh paraît douteux. Farah Pahlavi, la fille de Farideh Diba, déclara à ce propos : 
« Il semble que dans la République islamique, beaucoup de livres en mon nom, en celui de ma mère, de la reine mère et du frère du roi, ont été publiés. Ils sont tous faux. Après que mon livre (ses mémoires, écrites en 2003) ait été publié en persan par les éditions de la diaspora, on a vu apparaître dans la République islamique un livre appelé « Fille orpheline », que j'aurais apparemment écrit, mes mémoires. Mais c'est faux, ce n'est pas moi qui l'ait écrit. De même que le livre « Ma fille, Farah », apparemment les mémoires de ma mère, sauf qu'elle n'a jamais écrit de mémoires. Dans ce livre, il est écrit qu'il est traduit de l'anglais ; or, ma mère ne parlait même pas anglais ».